# Priyaranjan Dasmunsi
Priyaranjan Dasmunsi, född 13 november 1945, död 20 november 2017, var en indisk politiker och minister för vattenförsörjning i Manmohan Singhs indiska regering.